# Agiosoritissa

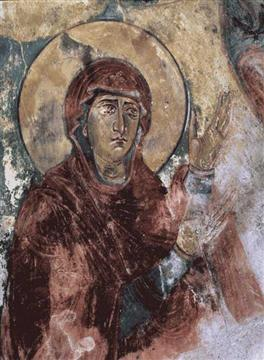
Icono de Agiosoritissa georgiana (c. 1100)

Agiasoritissa de Freising, en Baviera, del

La Panagia Agiosoritissa o Hagiosoritissa (en griego: Παναγία ἡ Ἁγιοσορίτισσα) es el nombre de un tipo de icono de María, que la muestra sin el Niño, ligeramente de lado y con ambas manos levantadas en oración. 
Los nombres utilizados para el icono, Hagiosoritissa y, en  ruso, Khalkopratiskaya (Халкопратийская), derivan de la iglesia de la Urna Sagrada, en griego: Ἁγία Σορός, en referencia a la urna que contiene El cíngulo de la Theotokos en la Chalkoprateia de Constantinopla o Χαλκοπρατεῖα, "mercado del cobre". El nombre Ἁγιοσορίτισσα se registró por primera vez en los sellos bizantinos del siglo XI, y aparece acuñado en las monedas hechas bajo Manuel I Comneno, que reinó desde 1143 hasta 1180. En inglés, el tipo es también conocido como Madonna Advocate ya el gesto de oración es interpretado en el contexto como actitud de intercesión, propia de María.
Se sabe que tal icono estuvo en la Iglesia de San Demetrio en Tesalónica en el siglo VI, pero se perdió en la iconoclasia bizantina. Un icono bizantino temprano, que pudiera ser del siglo VII, se conserva en la iglesia de Santa María del Rosario en el Monte Mario, en Roma. Anteriormente estuvo en santa Ágata en el Trastévere, se trasladó a San Sixto Vecchio y, por tanto, también conocida como la «Virgen de San Sixto», y finalmente a Santa María del Rosario en 1931. La "Madonna di sant'Alessio" en la Basílica de los Santos Bonifacio y Alejo en Roma es también de este tipo.
El este tipo de representación se extendió en el imperio bizantino y en los Balcanes y algo menos en Rusia. Un temprano ejemplo ruso es el Icono de Bogolioubovo de la Madre de Dios del siglo XII. La iglesia de Santa María en Vía Lata en Roma tiene un icono del siglo XIII de este tipo.